# 索曙辉
索曙辉（1969年—），黑龙江讷河人，达斡尔族，中华人民共和国政治人物、第十二届全国人民代表大会内蒙古地区代表。
毕业于内蒙古大学法律专业，加入中国共产党。2013年，被选为全国人大代表。2018年2月24日，当选为第十三届全国人大代表。